# Cyanoramphus unicolor
El perico de las Antípodas (Cyanoramphus unicolor) es una especie de ave psitaciforme de la familia Psittaculidae. Recibe su nombre común por ser endémico de las islas Antípodas.